# Lucas Gourna-Douath
Lucas Gourna-Douath (Villeneuve-Saint-Georges, 2003. augusztus 5. –) francia korosztályos válogatott labdarúgó, az Roma középpályása kölcsönben az osztrák Red Bull Salzburg csapatától.

## Pályafutása

### Klubcsapatokban
Lucas a franciaországi Villeneuve-Saint-Georges községben született. Az ifjúsági pályafutását a Lieusaint, Sénart-Moissy és Torcy csapataiban kezdte, majd 2018-ban a Saint-Étienne akadémiájánál folytatta.
2019-ben mutatkozott be a Saint-Étienne tartalék, majd 2020-ban az francia első osztályban szereplő első csapatában. Először a 2020. szeptember 12-ei, Strasbourg ellen 2–0-ra megnyert mérkőzés 87. percében, Adil Aouchiche cseréjeként lépett pályára. Első gólját 2022. április 3-án, a Marseille ellen 4–2-re elvesztett találkozón szerezte meg.
2022. július 13-án ötéves szerződést kötött az osztrák első osztályban szereplő Red Bull Salzburg együttesével. Az osztrák labdarúgás történetének legdrágább szerződtetése volt. 2022. szeptember 3-án, a Tirol ellen 2–0-ra megnyert bajnokin debütált.
2025. február 3-án vételi opcióval a 2024–2025-ös szezon végéig szóló kölcsönszerződést írt alá az olasz Roma csapatával.

### A válogatottban
Lucas az U16-os, az U17-es és az U19-es korosztályú válogatottakkal is képviselte Franciaországot.
2021-ben debütált az U19-es válogatottban. Először a 2021. szeptember 2-ai, Oroszország ellen 5–2-re megnyert barátságos mérkőzésen lépett pályára.

## Statisztikák
2025. február 9. szerint
| Klub                | Szezon   | Osztály                | Bajnokság | Bajnokság | Kupa  | Kupa | Ligakupa | Ligakupa | Nemzetközi | Nemzetközi | Egyéb | Egyéb | Összesen | Összesen |
| Klub                | Szezon   | Osztály                | Meccs     | Gól       | Meccs | Gól  | Meccs    | Gól      | Meccs      | Gól        | Meccs | Gól   | Meccs    | Gól      |
| ------------------- | -------- | ---------------------- | --------- | --------- | ----- | ---- | -------- | -------- | ---------- | ---------- | ----- | ----- | -------- | -------- |
| Saint-Étienne B     | 2019–20  | Championnat National 2 | 6         | 0         | —     | —    | —        | —        | —          | —          | —     | —     | 6        | 0        |
| Saint-Étienne       | 2020–21  | Ligue 1                | 30        | 0         | 3     | 0    | —        | —        | —          | —          | —     | —     | 33       | 0        |
| Saint-Étienne       | 2021–22  | Ligue 1                | 31        | 1         | 0     | 0    | —        | —        | 1          | 0          | —     | —     | 32       | 1        |
| Saint-Étienne       | Összesen | Összesen               | 61        | 1         | 3     | 0    | 0        | 0        | 1          | 0          | 0     | 0     | 65       | 1        |
| Red Bull Salzburg   | 2022–23  | Osztrák Bundesliga     | 21        | 0         | 3     | 0    | 8        | 0        | —          | —          | —     | —     | 32       | 0        |
| Red Bull Salzburg   | 2023–24  | Osztrák Bundesliga     | 28        | 0         | 2     | 1    | 5        | 0        | —          | —          | —     | —     | 35       | 1        |
| Red Bull Salzburg   | 2024–25  | Osztrák Bundesliga     | 12        | 0         | 2     | 1    | 10       | 0        | 0          | 0          | —     | —     | 24       | 1        |
| Red Bull Salzburg   | Összesen | Összesen               | 61        | 0         | 7     | 2    | 23       | 0        | 0          | 0          | 0     | 0     | 91       | 2        |
| Liefering (kölcsön) | 2022–23  | Austrian Second League | 1         | 0         | —     | —    | —        | —        | —          | —          | —     | —     | 1        | 0        |
| Roma (kölcsön)      | 2024–25  | Serie A                | 1         | 0         | 0     | 0    | 0        | 0        | —          | —          | —     | —     | 1        | 0        |
| Összesen            | Összesen | Összesen               | 130       | 1         | 10    | 2    | 23       | 0        | 1          | 0          | 0     | 0     | 164      | 3        |

## Sikerei, díjai
Red Bull Salzburg
- Osztrák Bundesliga bajnok: 2022–23